# Ek Chuah

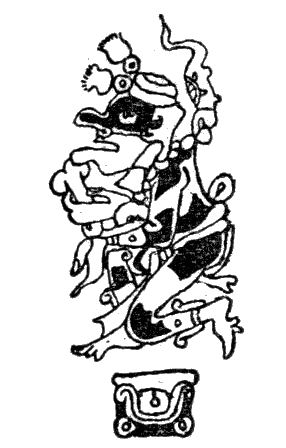

Ek Chuah var hos mayafolket i Mexiko köpmännens och kakaoodlarnas skyddsgud. Som sådan avbildas han ibland med huvudet av Xamán Ek, Polstjärnans gud, som är "Köpmännens guide".
Ek Chuah hade också en mörk sida, som krigsgud, förknippad med fallna krigare och avbildades då med en säck på axeln.

## Etymologi
Namnet har sitt ursprung i yukatek, ek betyder "stjärna" och chuah "svart".